# Le Pont vers le soleil
Pour plus de détails, voir Fiche technique et Distribution.
Le Pont vers le soleil (Bridge to the Sun) est un film dramatique franco-américain réalisé par Étienne Périer, sorti en 1961.

## Synopsis
En 1931, l'Américaine Gwendolen « Gwen » Harold rencontre et épouse le diplomate japonais Hidenari « Terry » Terasaki, alors en poste aux États-Unis, avant de partir en lune de miel au Japon. En 1941, au moment de l'attaque de Pearl Harbor, il est premier secrétaire de l'ambassade du Japon à Washington. En 1942, le couple est interné avec leur fille Mariko, avant de retourner la même année au Japon, où le diplomate exerce diverses fonctions (dont celle de conseiller de l'Empereur). En 1949, l'épouse et la fille reviennent aux États-Unis, laissant le mari qui meurt dans son pays natal en 1951.

## Fiche technique
- Titre : Le Pont vers le soleil (titre alternatif : Pont vers le soleil)
- Titre américain : Bridge to the Sun
- Scénario : Charles Kaufman, d'après l'autobiographie éponyme de Gwendolen Harold Terasaki
- Réalisation : Étienne Périer
- Assistants de réalisation : Takashi Fugie, Oliver Gérard et Jacques Rouffio
- Musique : Georges Auric
- Photographie : Bill Kelly, Seiichi Kizuka et Marcel Weiss
- Direction artistique : Hiroshi Mizutani et Jean-Jacques Caziot
- Décors de plateau : Robert Bouladoux
- Montage : Robert et Monique Isnardon
- Producteur : Jacques Bar
- Compagnies de production :  France : Cité Films /  États-Unis : Metro-Goldwyn-Mayer
- Genre : film dramatique
- Format : noir et blanc
- Durée : 113 minutes
- Dates de sortie : 
  - États-Unis : 17 octobre 1961 (première à New York)
  - France : 18 mars 1964[1]

## Distribution
- Carroll Baker : Gwendolen « Gwen » Harold Terasaki
- James Shigeta : Hidenari « Terry » Terasaki
- James Yagi : Hara
- Tetsurō Tanba : Jiro
- Kyoko Takahashi
- Hiroshi Tomono : Ishi
- Yoshiko Hiromura
- Sean Garrison : Fred Tyson
- Ruth Masters : tante Peggy
- Lee Payant
- Nori Elisabeth Hermann / Emi Florence Hirsch : Mariko « Mako » Terasaki